# Franklin Pierce Adams
 Franklin Pierce Adams  (Chicago Illinois, 15 de novembro de 1881 – Nova Iorque, 23 de março de 1960) foi um humorista norte-americano. Era famosa a sua coluna: The Conning Tower nos diários New York Tribune e New York Post. Escreveu In Cupid's Court (1902), Tobogganning on Parnassus (1910), In Other Words (1912) e Answer This One (1927).